# Robert Henry Codrington
Robert Henry Codrington (15 de septiembre de 1830, Wroughton, Wiltshire - 11 de septiembre de 1922) fue un sacerdote y antropólogo anglicano que realizó el primer estudio de la sociedad y la cultura melanesia. Su obra todavía se considera un clásico de la etnografía.
Codrington escribió: "Uno de los primeros deberes de un misionero es tratar de comprender a las personas entre las que trabaja" y él mismo reflejaba un profundo compromiso con este valor. Codrington trabajó como director de la escuela de la Misión Melanesia en la isla Norfolk de 1867 a 1887. Durante sus muchos años con el pueblo melanesio, adquirió un profundo conocimiento de su sociedad, idiomas y costumbres a través de una estrecha asociación con ellos. También estudió intensamente las " lenguas melanesias ", incluido el idioma mota.
Popularizó el uso de la palabra "mana" en Occidente y describió el mana "como un poder generalizado que se percibe en objetos que aparecen en cualquier sentido fuera de lo común, o que es adquirido por personas que los poseen".